# トゥオーロ・スル・トラジメーノ
トゥオーロ・スル・トラジメーノ（伊: Tuoro sul Trasimeno）は、イタリア共和国ウンブリア州ペルージャ県にある、人口約3,700人の基礎自治体（コムーネ）。

## 地理

### 位置・広がり

#### 隣接コムーネ
隣接するコムーネは以下の通り。括弧内のARはアレッツォ県所属を示す。
- カスティリオーネ・デル・ラーゴ
- コルトーナ (AR)
- リシャーノ・ニッコーネ
- マジョーネ
- パッシニャーノ・スル・トラジメーノ

### 気候分類・地震分類
トゥオーロ・スル・トラジメーノにおけるイタリアの気候分類 (it) および度日は、zona E, 2104 GGである。
また、イタリアの地震リスク階級 (it) では、zona 2 (sismicità media) に分類される。

## 行政

### 分離集落
トゥオーロ・スル・トラジメーノには、以下の分離集落（フラツィオーネ）がある。
- Borghetto, Isola Maggiore, Piazzano, Vernazzano